# Kraszowice
Kraszowice est une localité polonaise de la gmina et du powiat de Bolesławiec en voïvodie de Basse-Silésie.